# Jorge Hernández (ur. 1988)
Jorge Hernández González (ur. 22 lutego 1988 w Guadalajarze) – meksykański piłkarz występujący na pozycji defensywnego pomocnika, reprezentant Meksyku, trener piłkarski, od 2022 roku prowadzi Tecos.

## Kariera klubowa
Hernández pochodzi z miasta Guadalajara i jest wychowankiem akademii juniorskiej tamtejszej drużyny Club Atlas, w której rozpoczął treningi jako ośmiolatek. W 2006 roku, kilka miesięcy po zdobyciu z reprezentacją młodzieżowego mistrzostwa świata, został dostrzeżony przez wysłanników zespołu FC Barcelona, dokąd przeniósł się wraz ze swoim rodakiem Efraínem Juárezem. Ze względu na przekroczony limit graczy spoza Europy nie został jednak zgłoszony do ekipy rezerw i kolejne kilka miesięcy spędził w piątoligowej filii Barcelony – Barbate CF. W marcu 2007 powrócił do swojego macierzystego Atlasu i niedługo potem został włączony do treningów seniorskiej drużyny przez argentyńskiego szkoleniowca Rubéna Omara Romano. W meksykańskiej Primera División zadebiutował 4 sierpnia 2007 w zremisowanym 1:1 spotkaniu z Tolucą. W 2008 roku zajął z Atlasem drugie miejsce w rozgrywkach kwalifikacyjnych do Copa Libertadores – InterLidze.
Latem 2009 Hernández został wypożyczony do ekipy Monarcas Morelia, której barwy reprezentował przez następny rok bez większych sukcesów. W późniejszym czasie za sumę półtora milionów dolarów przeszedł do występującego w drugiej lidze meksykańskiej klubu Tiburones Rojos de Veracruz, gdzie spędził kolejne sześć miesięcy, mając niepodważalne miejsce w wyjściowej jedenastce i docierając z nim do dwumeczu finałowego Liga de Ascenso. W styczniu 2011 powrócił do najwyższej klasy rozgrywkowej, podpisując umowę z drużyną Atlante FC z siedzibą w mieście Cancún, gdzie od razu zaczął pełnić funkcję podstawowego piłkarza zespołu. W połowie 2012 roku udał się na roczne wypożyczenie do zespołu Club Tijuana. W barwach tej drużyny w jesiennym sezonie Apertura 2012 zdobył pierwszy zarówno w swojej karierze, jak i historii klubu tytuł mistrza Meksyku, jednak przez cały pobyt w ekipie prowadzonej przez Antonio Mohameda pełnił wyłącznie rolę rezerwowego.
| Sezon     | Klub                        | Kraj   | Rozgrywki  | Mecze | Bramki |
| --------- | --------------------------- | ------ | ---------- | ----- | ------ |
| 2007/2008 | Club Atlas                  | Meksyk | Liga MX    | 26    | 0      |
| 2008/2009 | Club Atlas                  | Meksyk | Liga MX    | 11    | 0      |
| 2009/2010 | Monarcas Morelia            | Meksyk | Liga MX    | 26    | 0      |
| 2010/2011 | Tiburones Rojos de Veracruz | Meksyk | Ascenso MX | 22    | 0      |
| 2010/2011 | Atlante FC                  | Meksyk | Liga MX    | 15    | 0      |
| 2011/2012 | Atlante FC                  | Meksyk | Liga MX    | 29    | 0      |
| 2012/2013 | Club Tijuana                | Meksyk | Liga MX    | 14    | 0      |
| 2013/2014 | Atlante FC                  | Meksyk | Liga MX    |       |        |

## Kariera reprezentacyjna
W 2005 roku Hernández został powołany przez trenera Jesúsa Ramíreza do reprezentacji Meksyku U-17 na Młodzieżowe Mistrzostwa Ameryki Północnej. Tam pełnił rolę podstawowego zawodnika swojej drużyny, rozegrał wszystkie trzy spotkania, zaś jego kadra zakwalifikowała się na Mistrzostwa Świata U-17 w Peru. Podczas młodzieżowego mundialu również miał zapewnione miejsce w wyjściowej jedenastce, wystąpił we wszystkich sześciu meczach, nie strzelając gola, a Meksykanie zdobyli wówczas tytuł mistrzów świata, po pokonaniu w finale Brazylii (3:0). W 2007 roku znalazł się w składzie reprezentacji Meksyku U-20 na kolejne Młodzieżowe Mistrzostwa Ameryki Północnej, gdzie dwukrotnie pojawiał się na boisku, natomiast jego zespół zdołał awansować na Mistrzostwa Świata U-20 w Kanadzie. Tam rozegrał wszystkie pięć meczów w wyjściowym składzie, a Meksykanie, ponownie prowadzeni przez Ramíreza, odpadli ze światowego czempionatu w ćwierćfinale. W 2008 roku był członkiem olimpijskiej reprezentacji Meksyku U-23, trenowanej przez Hugo Sáncheza, w której barwach wystąpił w kilku spotkaniach towarzyskich.
W seniorskiej reprezentacji Meksyku Hernández zadebiutował za kadencji selekcjonera Hugo Sáncheza, 22 sierpnia 2007 w przegranym 0:1 meczu towarzyskim z Kolumbią.